# Werner Panitzki
Werner Hermann Otto Panitzki (* 27. Mai 1911 in Kiel; † 2. Juni 2000 in Bonn) war ein deutscher Offizier, zuletzt Generalleutnant der Luftwaffe. Er war von 1962 bis 1966 der zweite Inspekteur der Luftwaffe.

## Leben
Panitzki, Sohn eines Kaufmanns, trat am 7. April 1930 als Polizeioffizieranwärter in die preußische Schutz-/Landespolizei ein. Am 1. Mai 1935 wurde er in die Luftwaffe der Wehrmacht übernommen.
Bis zu einem Flugzeugabsturz im Jahr 1941 während des Balkanfeldzugs war Werner Panitzki Flugzeugführer in der Luftwaffe der Wehrmacht, u. a. als Staffelkapitän im Kampfgeschwader 51 unter seinem späteren Vorgänger als Inspekteur der Luftwaffe, Josef Kammhuber. Aufgrund seiner Verletzungen wurde er aus dem fliegerischen Dienst entlassen und zum Stab abkommandiert. Nach dem Ende des Zweiten Weltkrieges war er bis 1947 in US-amerikanischer Kriegsgefangenschaft. Vom April 1948 bis Sommer 1952 war Panitzki Angehöriger der Organisation Gehlen, legendiert als Angestellter der Firma Sinduver in München. Diese Legende nutzte auch Heinz Felfe.
1952 trat Panitzki dem Amt Blank bei, dem Vorgänger des Bundesministeriums der Verteidigung. Am 10. Dezember 1955 folgte sein Eintritt in die neu gegründete Bundeswehr im Dienstgrad eines Obersten. Bis 1957 diente er zunächst als Chef des Stabes der Abteilung VI Luftwaffe. In dieser Zeit folgte seine Ernennung zum Brigadegeneral. Ab 1. Juni 1957 war er Stellvertreter des ersten Inspekteurs der Luftwaffe, Josef Kammhuber und Chef des Führungsstabs der Luftwaffe. Anschließend war er bis 1960 Chef des Führungsstabs der Streitkräfte unter Generalinspekteur Adolf Heusinger. Nach einer kurzzeitigen Verwendung als Kommandeur der 4. Luftverteidigungsdivision in Münster wurde der mittlerweile zum Generalmajor ernannte Panitzki Kommandeur des Kommandos der Schulen der Luftwaffe auf dem Fliegerhorst Fürstenfeldbruck. Im Anschluss wurde er Kommandierender General der Luftwaffengruppe Nord.
Am 1. Oktober 1962 wurde Panitzki zum Generalleutnant und zweiten Inspekteur der Luftwaffe ernannt. Er hatte unter anderem die hohen Verluste an Piloten und Luftfahrzeugen gegenüber dem Verteidigungsausschuss zu rechtfertigen und war für den Ausbau des Flughafens Beja in Portugal mitverantwortlich, der aus verschiedensten Gründen, etwa der Änderung der NATO-Militärdoktrin, nie so genutzt wurde, wie Panitzki und der damalige Verteidigungsminister Franz Josef Strauß es geplant hatten. Am 25. August 1966 versetzte der Nachfolger von Strauß als Verteidigungsminister, Kai-Uwe von Hassel, ihn im Zusammenhang mit der Starfighter-Affäre auf eigenen Wunsch in den einstweiligen Ruhestand, da er in einem Interview die Beschaffung des Kampfflugzeugs als eine „rein politische Entscheidung“ kritisiert hatte.
Panzitzki war verheiratet und hatte drei Kinder.

## Ehrungen
- Kriegsverdienstkreuz mit Schwertern I. Klasse
- 1941: Frontflugspange für Kampfflieger in Bronze
- 1941: Eisernes Kreuz I. Klasse
- 1944: Verwundetenabzeichen
- 1945: Deutsches Kreuz in Silber
- 1964: Legion of Merit
- 1967: Großes Verdienstkreuz mit Stern der Bundesrepublik Deutschland[5]